# Jules Dupuit
Arsène Jules Emile Juvénal Dupuit (18 de maio de 1804, Fossano, Itália — 05 de setembro de 1866, Paris) é um engenheiro e economista francês. 

## Biografia e ideias
Após concluir a sua formação na École Polytechnique em 1822, Dupuit entra como engenheiro no quadro técnico do Estado que trata das pontes e das estradas do seu país. Trabalha primeiro no sistema rodoviário francês e depois na construção do sistema de esgotos de Paris. Casa-se em 1829 e é nomeado engenheiro de primeira classe em 1836.
Foi também, como acontecia muitas vezes naquela época, um estudioso: fez experiências sobre as leis da fricção das rodas na calçada. Chega a uma força de atrito inversa da raiz quadrada do raio da roda, que contradiz os resultados de 1781 de Charles Coulomb, tendo uma polémica com o físico Arthur Morin sobre o assunto.
Escreveu sobre temas de economia política, uma ciência que se encontrava em formação na época, e escreveu em 1849 um artigo sobre portagens, no qual raciocinava sobre a teoria da utilidade. De acordo com William Stanley Jevons: «É ao engenheiro francês Dupuit, que provavelmente deve ser atribuída a primeira compreensão perfeita da teoria da utilidade. Na tentativa de equacionar uma medida precisa da utilidade das obras públicas, ele observou que a utilidade de uma mercadoria não só varia imenso de um indivíduo para outro, como também é muito diferente para a mesma pessoa de acordo com as circunstâncias».
Na mesma linha de pensamento, efectua uma reflexão sobre a definição de uma taxa de imposto óptima e, como tal, aparece como um inspirador das reflexões posteriores de Arthur Laffer. Em artigo publicado nos Anais de Pontes e Calçadas, n° 116, em 1844, existe a seguinte afirmação:
«Se aumentarmos gradualmente um imposto a partir de 0 até ao montante que equivale a um confisco, a sua receita começa por ser nula, em seguida cresce imperceptivelmente, atinge um máximo, e depois decresce sucessivamente até se anular».
Dupuit é conhecido pelo conceito de excedente do consumidor. Como engenheiro e responsável de pontes e estradas em França, ele teve que fazer escolhas entre os muitos pedidos de construção de novas pontes ou estradas. Se uma portagem ajudar a financiar a exploração da ponte, o investimento é rentável. No entanto, Dupuit observa que os indivíduos estariam dispostos a pagar mais para atravessar a ponte. Para saber se a ponte deve ser construída é necessário conhecer o montante máximo que os indivíduos estariam dispostos a pagar. A diferença entre este montante e o valor pago (a portagem) é o excedente do consumidor.
Pelas suas reflexões sobre a comparação entre os custos e proveitos das obras públicas a Dupuit é atribuído o conceito de análise custo-benefício.

## Obras
- (1837) Essais et expériences sur le tirage des voitures et sur le frottement de seconde espèce.
- (1842) Considérations sur le frais d'entretien des routes.
- (1844) De la mesure de l’utilité des travaux publics.
- (1849) De l'influence des péages sur l'utilité des voies de communication.
- (1851) De l’impôt payé aux maîtres de poste par les entrepreneurs de voitures publiques.
- (1853) De l'utilité et de sa mesure: de l’utilité publique.
- (1853) Du monopole des chemins de fer.
- (1854) Traité théorique et pratique de la conduite et de le distribution des eaux.
- (1854) “Péage“ dans C. Coquelin et Guillaumin (ed.), Dictionnaire de l’économie politique, pp. 339-344.
- (1854) “Routes et Chemins” dans C. Coquelin et Guillaumin (ed.), Dictionnaire de l’économie politique, pp. 555-560.
- (1861) La Liberté Commerciale: son principe et ses conséquences.
- (1861) “Du principe de propriété – Le juste et L’utile”, Journal des économistes.
- A. Jules Etienne Juvenal Dupuit e Jules Dupuit (1863) "Études théoriques et pratiques sur la mouvement des eaux dans les canaux découverts et à travers les terrains perméables : avec des considérations relatives au régime des grandes eaux, au débouché à leur donner, et à la marche des alluvions dans les rivières à fond mobile". Dunod (.
- (1865) “Des causes qui influent sur la longueur de la vie moyenne des populations”, Journal des Economistes.
- (1870) Traité de l'équilibre des voûtes et de la construction des ponts en maçonnerie.

## Artigos ligados
- Lista de economistas

## Nota
- Este artigo foi inicialmente traduzido, total ou parcialmente, do artigo da Wikipédia em francês cujo título é «Jules Dupuit».